# Harold Babcock
Harold Delos Babcock (24. ledna 1882 – 8. dubna 1968) byl americký astronom, otec Horace W. Babcocka.
Měl anglické a německé předky. Narodil se v Edgertonu ve Wisconsinu. Ještě před dokončením střední školy v Los Angeles byl v roce 1901 přijat na Kalifornskou univerzitu v Berkeley. Pracoval na observatoři Mount Wilson od roku 1907 až do roku 1948. Specializoval se na sluneční spektroskopii a zmapoval rozložení magnetického pole nad slunečním povrchem. Se svým synem odhalil existenci silných magnetických polí u některých hvězd. V roce 1953 obdržel medaili Catheriny Bruceové.
Jeho jméno nese kráter Babcock na Měsíci, stejně jako asteroid (3167) Babcock (pojmenovaný po něm a jeho synovi).

### Nekrology
- Obs 88 (1968) 174 (jeden odstavec)
- QJRAS 10 (1969) 68